# Metatrochophora
Een metatrochophora of metatrochofoor is een type larve ontwikkeld uit de trochophora larve. Het zijn voornamelijk planktonachtige larven van de meeste borstelwormen (Polychaeta) en andere ringwormen, evenals die van enkele andere groepen dieren, waaronder enkele weekdieren (Mollusca) en de kelkwormen (Entoprocta). 
Metatrochphoren hebben een aantal kenmerken die trochophoren missen, waaronder oogvlekken en segmenten.

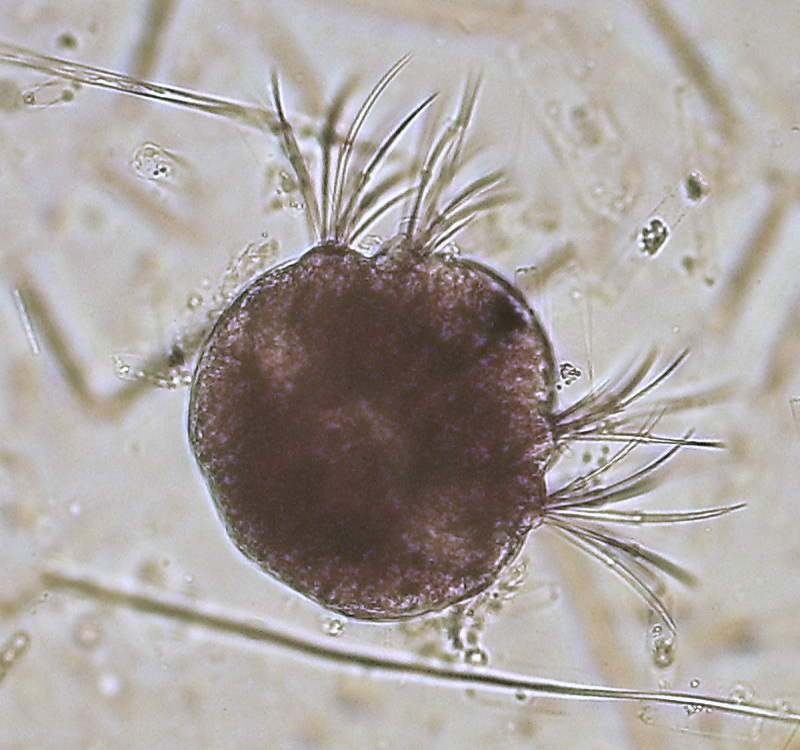
Metatrochophora borstelworm  larve
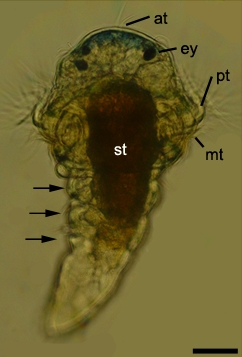
Helderveldmicroscoop afbeelding van de metatrochophora van de ringworm Pomatoceros lamarckii (familie Serpulidae). Schaalbalk: 50 μm; dorsaal aanzicht. at, apicale kuif. in, darm. m, mond. mt, metatroch. pt, prototroch. st, maag. ey, oogvlek. Segmenten aangegeven met pijlen.
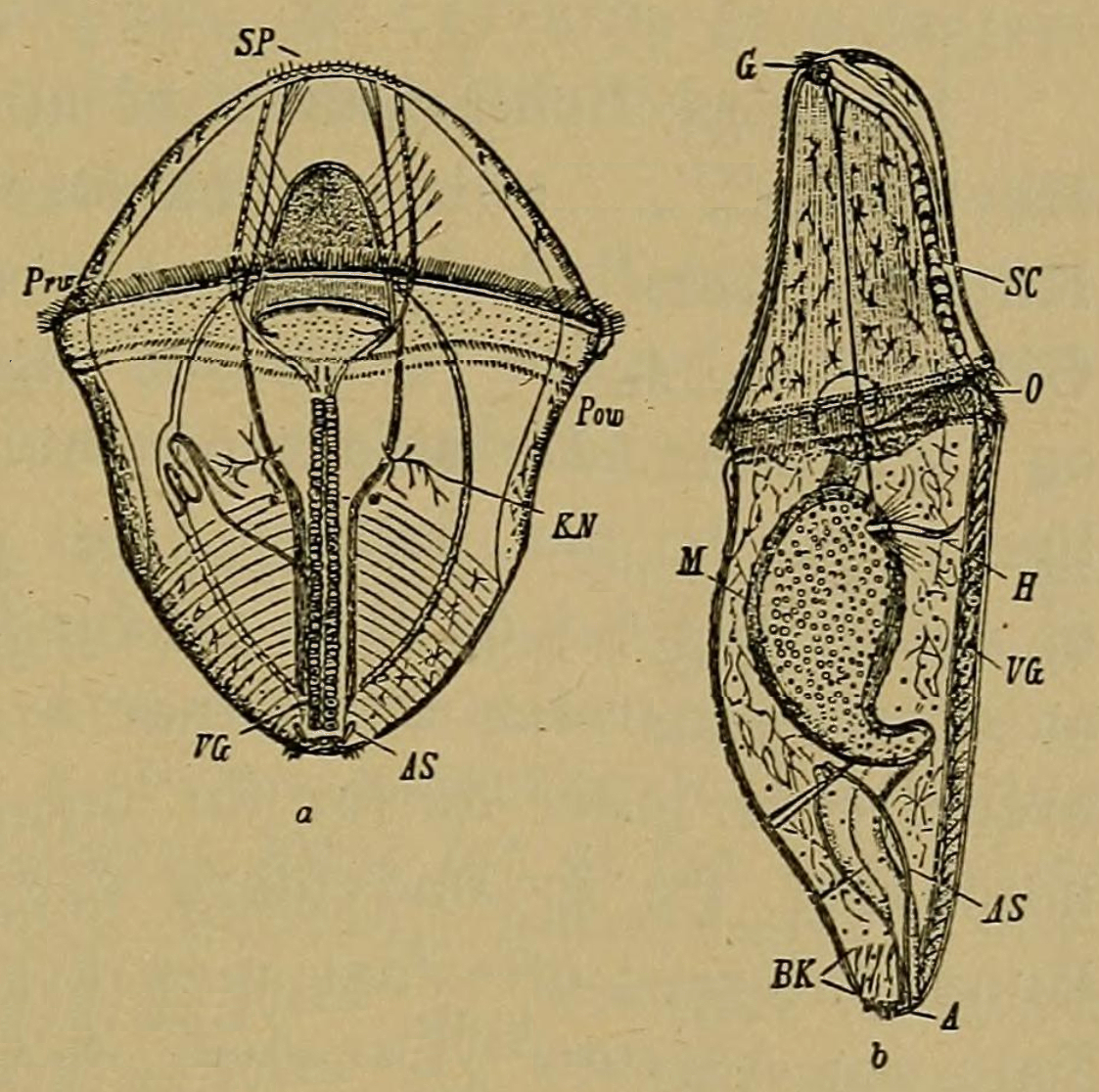
Metatrochophora van een lepelwormlarve. a: metatrochophora, b: oudere larve van lepelworm. (b, vanaf de zijkant gezien) SP: Kuif. G: larvale aanleg voor de hersenen, VG: Buikstreng. Prw, Pow: Praeoraal en Postoraal, trilhaarband. KN: Pronefridium. AS: Rectale blinde zak. SC: Faryngeale innervatie. O: Mond. M: darm. H: Buikhaken. BK: Achterste borstelkrans. A: Cloaca. (Fischer).
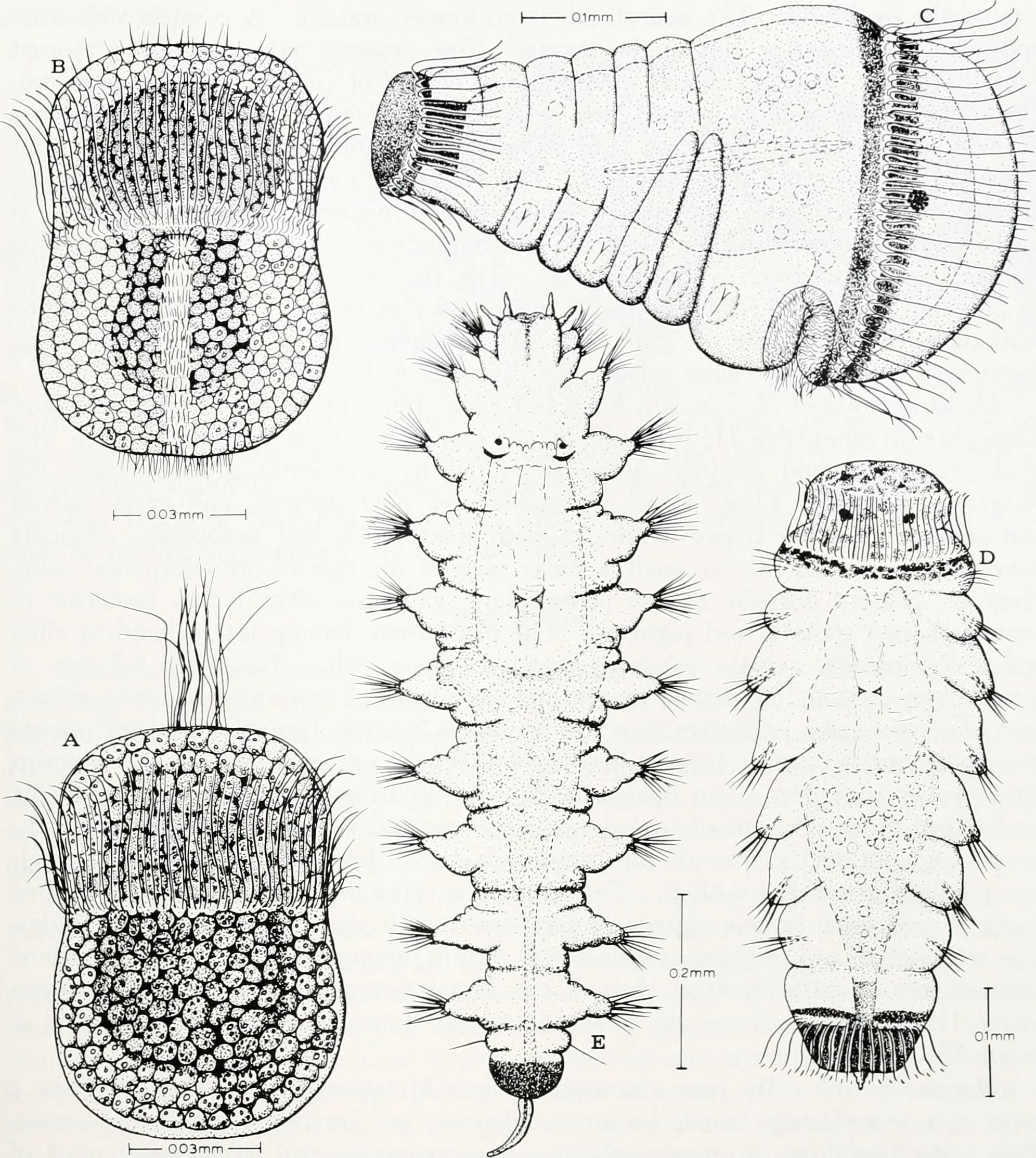
Larven van Aglaophamus neotenus, A, vroege trochophora; B, trochophora; C, metatrochophora I met diatomeeën aanwezig in de darm; D, Metatrochophora II, E, juveniel.
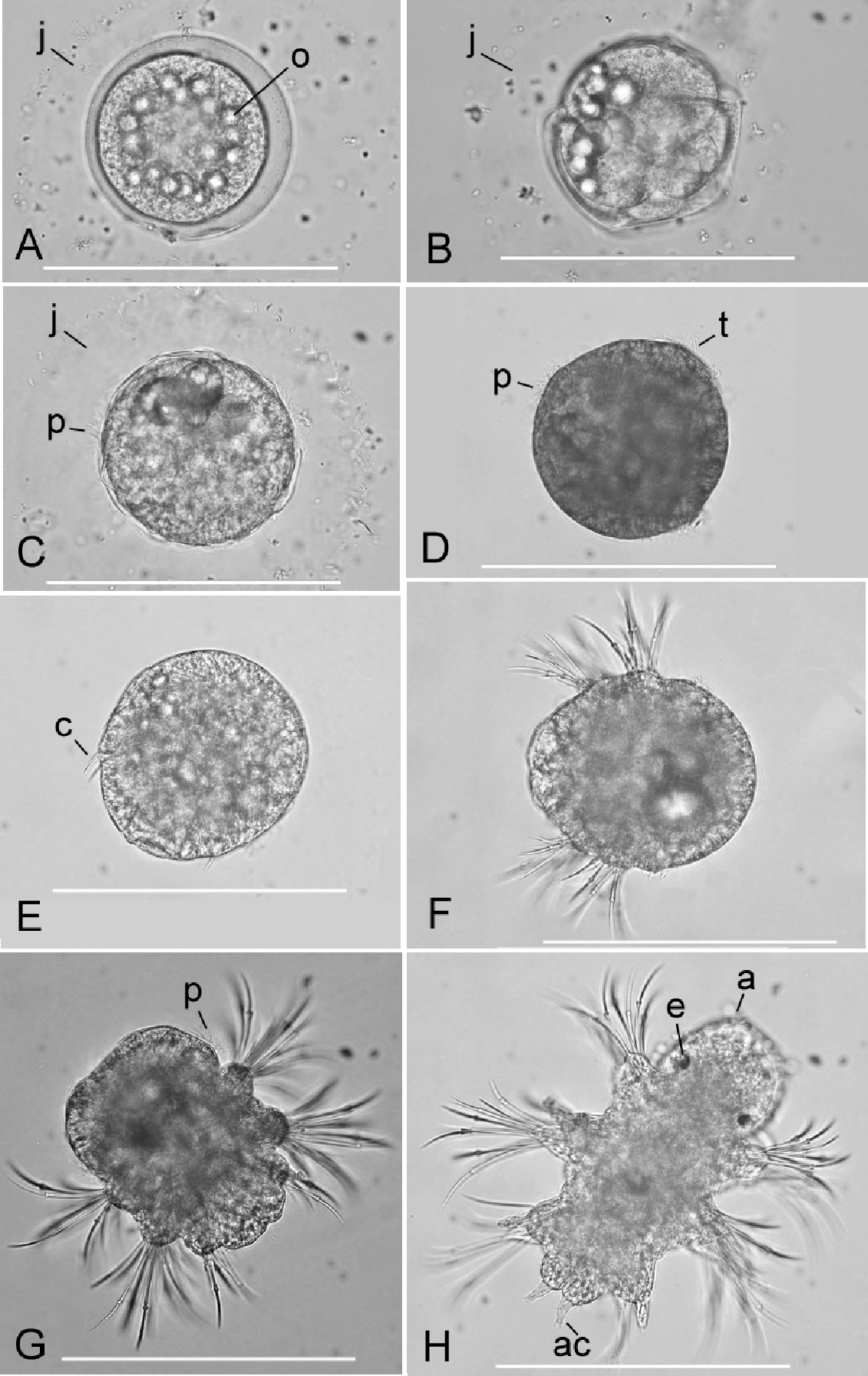
Neanthes glandicincta A bevruchte eicel; B 4-cellen; C vroeg trochophora stadium; D vrijzwemmende trochophora larve net na het uitkomen uit de geleilaag, trilhaarbanden van de prototroch en telotroch (t) E vrijzwemmende vroege metatrochophoralarve, twee paar bosjes chaetae (c); F vrijzwemmende 2-chaetiger laat-metatrochophora larve, twee paar chaetae kuifjes G vrijzwemmende vroege 3-chaetiger nectochaeta-larve met drie paar chaetae kuifjes;  H een paar ogen (e), antennes (a) anale cirri (ac). Schaalbalk: 0,2 mm.